# Jan Lacina (geobiocenolog)
Jan Lacina (9. ledna 1944 Tišnov – 21. března 2020 Tišnov) byl moravský geobiocenolog, lesník, krajinný ekolog a spisovatel. Spolu s doc. Antonínem Bučkem jeden z doyenů oboru geobiocenologie v České republice.

## Život
Vystudoval lesnickou fakultu VŠZ v Brně, kde jej zásadně ovlivnil profesor Alois Zlatník. V letech 1966–1974 pracoval ve Vojenských lesích a statcích jako lesnický specialista ekologického výzkumu, pak přešel do Geografického ústavu tehdejší ČSAV, transformovaného v roce 1993 na Ústavu geoniky AV ČR, kde pracoval do konce svého života. Současně působil jako externí pracovník Ústavu lesnické botaniky, dendrologie a geobiocenologie Lesnické a dřevařské fakulty Mendelovy univerzity v Brně.
Byl jedním ze zakladatelů a dlouholetým členem redakční rady časopisů LEF a Veronica.

## Dílo
| „             | Osobnost košatá jako koruna staletého dubu. Na jedné straně vědec, badatel věrně oddaný lesnické geobiocenologii, oboru založeného jeho učitelem prof. Zlatníkem. Vynikající znalec a pozorovatel všech součástí lesa, trusem všech lesních živočichů počínaje (sám se někdy nazýval koprofilem), rostlinami a stromy konče. Milovník ptactva, amatérský ornitolog. | “ |
| — Petr Maděra | |   |

### Odborná činnost
Jako vědec byl věrně oddaný lesnické geobiocenologii.
Společně se svým celoživotním kolegou a přítelem Antonínem Bučkem koncipovali metodu biogeografické diferenciace krajiny v geobiocenologickém pojetí, na jejímž základě v roce 1984 sestavili koncept tvorby územních systémů ekologické stability krajiny.
V Geografickém ústavu Akademie věd se zabýval biogeografickým mapováním, problematikou životního prostředí a krajinou ekologií. Mimo jiné například posuzoval vliv velkých staveb na přírodu a krajinu – jadernou elektrárnu Dukovany, vodní dílo Nové Mlýny nebo průplav Dunaj – Odra – Labe.
Jan Lacina se zapojil do dalších výzkumů s významnými disturbančními událostmi v krajině, jako byly povodně a následné sesuvy v roce 1997. Studoval změny koryta řeky Bečvy, podrobně popisoval sukcesi vegetace po povodních, věnoval se též významu mrtvého dřeva ve vodních tocích, zkoumal význam sesuvů pro tvorbu nových biotopů a zvýšení biodiverzity v krajině. Nevyhýbal se ani krajinám silně ovlivněným člověkem, zabýval se dlouhodobým vývojem vegetace na haldách Ostravska nebo v odkalištích uranových dolů v okolí Dolní Rožínky. Zapojil se do výzkumu starobylých výmladkových lesů, jejichž podrobnou inventarizaci provedl ve svém milovaném rodném okrese Tišnov. Byl členem týmu zabývajícího se výzkumem historie vybraných českých a slovenských obcí. Zabrousil i do výzkumu ekotonů a jejich významu pro uchování biodiverzity krajiny.
Vášnivě miloval opakované výzkumy dynamiky vývoje (pra)lesů, aby se mohl vracet na místa, která navštívil před mnoha lety jako typolog a která si oblíbil. Zejména ho to táhlo do slovenských Karpat, a ještě dále do Východních Karpat na Podkarpatskou Rus, kde dlouhá léta bádal s řadou kolegů na plochách založených v 30. letech 20. století prof. Aloisem Zlatníkem a pedologem Zvorykinem. Nakonec ho osud dovedl až do českých vesnic v rumunském Banátu na úplně druhý konec karpatského oblouku, kde byl cenným členem širokého týmu zkoumajícího tradiční způsoby péče a hospodaření v krajině, které se zde zachovaly v podobě, jak je znali naši prarodiče před 150 a více lety.
Na závěr své vědecké kariéry propojil vědu se svým koníčkem, tedy se zálibou ve výtvarném umění. Obdivoval a popisoval pro publikum krajinomalby Antonína Slavíčka, Josefa Jambora a dalších, se kterými na sklonku svého života tzv. vcházel do krajiny, tj. nacházel malovaná místa a doslova obrazně dokumentoval změny české krajiny.

### Umělec a popularizátor vědy
Jan Lacina byl nesmírně citlivý a vnímavý pozorovatel přírody s duší umělce. Básník přírody srovnatelný ve schopnosti přesného poutavého popisu detailu a v současném navození poetické, lyrické atmosféry s takovými autory jako byli Jaromír Tomeček nebo Michail Prišvin. Jan Lacina napsal řadu populárně naučných knih a textů plných poznání, z nichž však vždy ale čiší i bezmezná láska k přírodě. Byl rozhlasový popularizátor přírody. Milovník a znalec krajinomalby. Bohatýr, který přírodu doslova nasával všemi smysly, a proto také chápal, že je ji nutno chránit.
Na uměleckou stránku jeho osobnosti měl nepochybně významný vliv, kromě rodičů i jeho strýc malíř Bohdan Lacina. Již jako středoškolák publikoval své ornitologické pozorování v časopise Živa, a následně při studiu na lesnické fakultě v Brně s Antonínem Bučkem a dalšími přáteli založili studentský časopis LEF. Stal se dokonce jeho prvním šéfredaktorem.

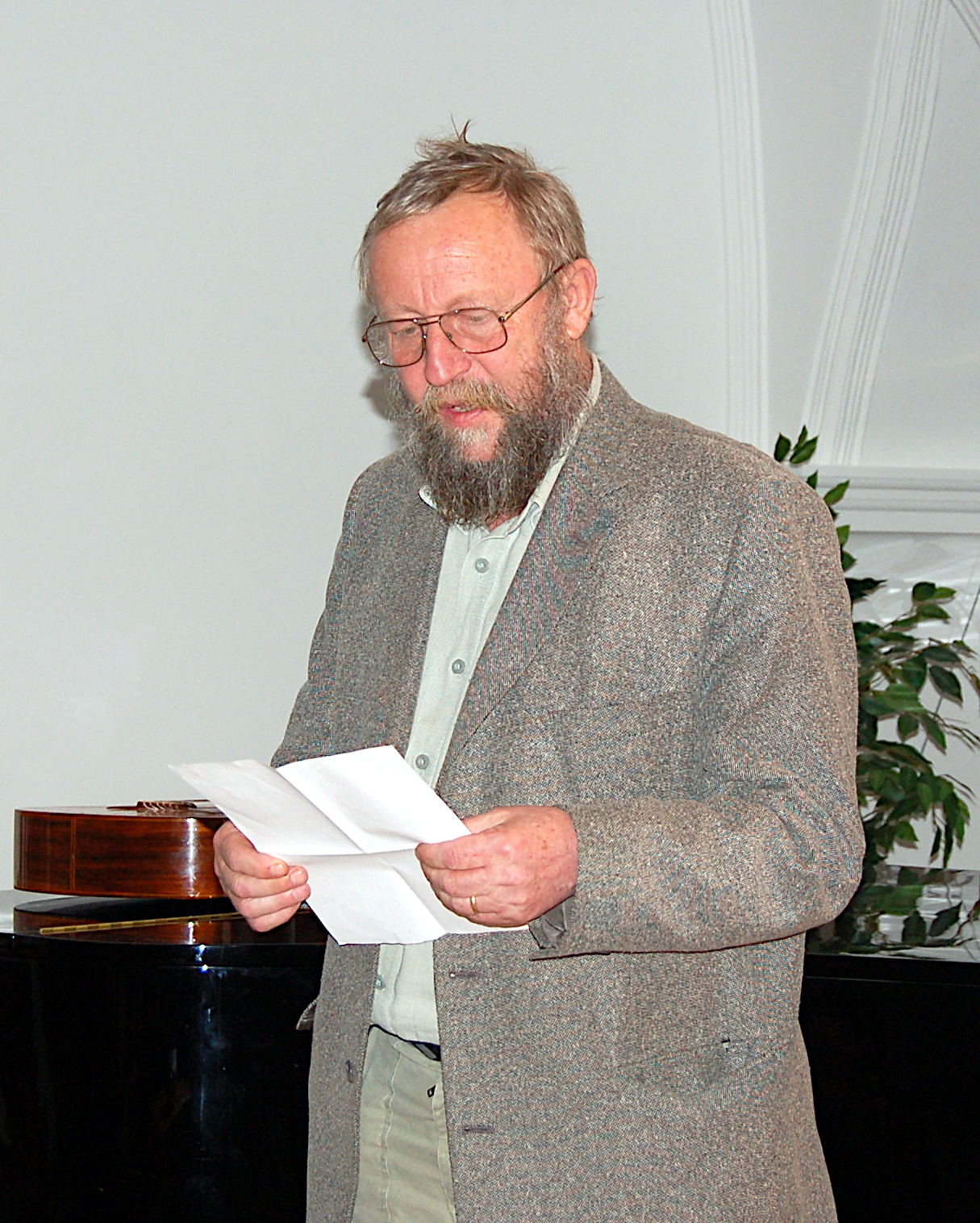
Jan Lacina v roce 2006 v Brně na oslavě 30 let časopisu Veronica

Tuto zkušenost nepochybně zúročil o téměř dvacet let později, když v roce 1986 spoluzakládal časopis pro ochranu přírody a krajiny Veronica, jak jinak, opět společně s Antonínem Bučkem. Od samého prvopočátku byl platným členem redakční rady, pro Veronicu napsal bezmála dvě stovky příspěvků, a to nejenom naučných, ale i poetických fejetonů. Ale hlavně do časopisu přivedl své umělecké přátele, tehdejší brněnské básníky a spisovatele (Jana Skácela, Jaromíra Tomečka, Ludvíka Kunderu) i velká jména moravských malířů a výtvarníků (mimo jiné Oldřicha Bártu, Jana Steklíka, Jana Dungela a zejména Rostislava Pospíšila).

### Pedagog
Od roku 1994 byl na částečný úvazek zaměstnán jako odborný asistent na Ústavu lesnické botaniky, dendrologie a geobiocenologie Lesnické a dřevařské fakulty Mendelovy univerzity v Brně. V roce 2003 se habilitoval s prací Sozologická aplikace geobiocenologie v oboru Ekologie lesa. V tomto oboru působil jako školitel postgraduálních studentů a byl též členem oborové rady stejnojmenného doktorského studijního programu. Na ústavu byl pověřen výukou předmětů Geobiocenologie, Péče o lesní rezervace či Ochrana přírody a krajiny.
Je spoluautorem dvou učebních textů Geobiocenologie II a III. Byl vyhledávaným externím vyučujícím i na dalších českých univerzitách.
Jako pedagog nejraději chodil se studenty do největší učebny světa, přímo do lesů. Jeho exkurze byly vždy oblíbeny, nejenom pro působivý, nevtíravý, informačně hodnotný, a přitom laskavý výklad, ale též proto, že většinou končil v nějaké hospůdce či vinárně. Když v roce 2011 proběhla v časopise LEF anketa studentů o nejlepšího a nejoblíbenějšího učitele, tak není divu, že Jan Lacina obsadil 2. místo z celkového počtu 132 hodnocených.

## Ocenění
V roce 2013 mu za dlouholetou práci ve výzkumu přírody rodného kraje a osvětovou činnost v této oblasti udělena cena města Tišnova.
V roce 2018 byl nominován na Cenu Josefa Vavrouška.